# 磯裕子
磯裕子（いそゆうこ、1981年12月26日-）は神奈川県横浜市出身のシンガーソングライターである。愛称は、いそっち

## 来歴
2000年、女性ボーカルユニットを結成。小田急線相模大野駅前などで路上ライブを続ける。
2003年、ユニットを脱退し、ソロ活動を開始する。コミュニティFMの番組にレギュラー出演開始。シングル「始めの一歩/キミのために」を発売。媒体はCD-Rだった。
2004年、第1回「湘南藤沢まちかど音楽祭」決勝に出場し、藤沢商工会議所女性会賞を受賞。同年、オムニバスアルバム『Greeting』『Music VOX』にそれぞれ1曲ずつ参加。
2005年、1stアルバム『虹のかけ方』を発売。「虹のかけ方ツアー」と題したコンサートツアーを全121本行う。
2006年、テレビ東京における深夜サウンドフィラーおよび全国のミニストップ店内放送にて1ヶ月間「愛の星」が重点オンエアされる。ゲーム『ウィニングイレブン』のオマージュアルバム『WE LOVE WE』に参加。
2007年、オムニバスアルバム『ROCK★STAR』に参加。2ndアルバム『はねと そらと はなうたと。』を発売。
2010年6月30日、同年7月末をもって難聴治療のため、一切の活動を休止すると発表した。活動休止後もブログは更新している。
2012年12月26日、ブログにて結婚を発表。大阪府に住まいを移した。
2014年10月28日、大阪にてライブ活動を再開。
2019年1月4日、コミュニティーFMの音楽番組に復帰。4月25日、ブログにて離婚を発表。現在は神奈川県在住。

## 人物
・大阪在住時、阪神タイガースにハマり、ファンクラブにも入っている。一番好きな選手は鳥谷敬。2000本安打を達成するところを生で見るため、仕事終わりに甲子園球場に通ったほど。ちなみに父親は読売ジャイアンツファン。
・コブクロのファン。ファンクラブにも入っている。ライブにも通い、行けば必ず泣く（本人談）。またSNSに「黒田君（黒田俊介）のサングラスになりたい」などの書き込みをし、自身のファンを困惑させている。
・BUMP OF CHICKENのファン。 Instagramでカバー曲をあげている。自身のラジオで「今回のライブ（Aurora arkだと思われる）でのBUMP OF CHICKENへの課金額がえぐいことになった」と発言。
・熱闘甲子園で歌を耳にしたことがきっかけで高橋優のファンになる。ライブ会場でファンクラブに入会。誕生日が同じ。
・ラストアイドル内のユニットシュークリームロケッツのファン。中でも小澤愛実推しを公言している。グループ撮影会に参加するため、CDは10枚単位で購入。自称「ライトなファン」。また女性アイドルが好きだという気持ちを「女の子が好き」と表現するため、度々誤解を与えている。
・新日本プロレスの棚橋弘至のファン。「高橋優の楽曲を映画館の音響で聴きたい」という理由で「パパはわるものチャンピオン」を観たことがきっかけでハマる。最近は試合にも足を運んでおり、グッズのTシャツを愛用している。
・上記のように好きな人が多いことから「推しが多くて大変そう」と身近な人に言われている。またアーティストやスポーツ選手、女性アイドルまで推しの幅が広すぎて「謎が深まる」とも言われている。
・視力はあまり良くない。日常生活では眼鏡をかけていることも多い。乱視が酷く、眼鏡をかけても視力0.5程度。
・幼少期からディズニー作品を見て育っており、今でも好き。中でも一番好きなのは美女と野獣。
・仕事の日やライブの日はレッドブルをよく飲む。SNSで「ドーピング」と書くことが多い。
・子供の頃、グラスに注がれたりんごジュースを桃味と勘違いをした経験から「味のわからない女」を公言している。勤務先でも飴の味当てクイズなどを出題されいじられている。

## リリース作品
- 「始めの一歩/キミのために」シングル。2003年発売
- 『虹のかけ方』アルバム。2005年2月23日発売
- 『はねと そらと はなうたと。』アルバム。2007年12月26日発売

### オムニバスアルバム
- 『Greeting』2004年9月23日発売
- 『Music VOX』2004年10月27日発売

### コーラス参加作品
- 『WE LOVE WE』2006年6月14日発売
- 『ROCK★STAR』2007年1月17日発売
- 『ヨスロマンティック』2008年4月2日発売

## ラジオ関係の活動

### パーソナリティをしている番組
- MUSIC VOX（エフエムさがみ）（2019年１月４日〜）

過去にパーソナリティーをしていた番組に復帰。以前と違いラジオ局のスタジオから生放送している。地元のライブ情報や、音楽ニュースを伝えている。番組中5〜6曲、本人の選曲でオンエアーしているが「フリーでは決められない」という理由で裏テーマを設定して選曲している。

### パーソナリティをしていた番組
- いそらじっ！（エフエムさがみ）

初の冠番組。毎週、深夜2時間の生放送、バラエティー。本人の活動休止後は西健志がパーソナリティ、古屋かおりが準レギュラーとして放送を継続。
- Music VOX

毎回ゲストを招き、トーク、ゲストライブ、パーソナリティライブを繰り広げる。

### テーマ曲を歌っている番組
- まちかどミュージックパラダイス

エンディングテーマ「魔法を信じるかい？」
- それゆけ！さがみ月光団！

エンディングテーマ「ミルク」

### サウンドステッカー
FMさがみ(83.9MHz)の番組内やCMの間に入るサウンドステッカーを1曲歌っている。アレンジに違いがあり一方はバラード調、もう一方は明るいポップ調になっている。両アレンジとも1日2回ずつ流れている。

### CM
FMさがみ(83.9MHz)の番組内やCMの間に入るFMさがみ公式アプリのCMソングに参加している。

## その他
- 相模原市保健所考案「手洗いの歌」（「手をたたきましょう」の替え歌）を歌っている。2009年、相模原市内の学校や社会福祉施設等にCDが配布されたほか、2010年1月現在相模原市のホームページ上で聞くことができる。